# Ana Bertha Lepe
Ana Bertha Lepe (ur. 12 września 1934, zm. 24 października 2013) – meksykańska aktorka i modelka.

## Wybrana filmografia

### seriale
- 1977: Pacto de amor jako Margot
- 1987: Como duele callar
- 1990: Mi pequena Soledad jako Lolita
- 1996: Zakazane uczucia jako Teresa
- 1998: Angela jako Lorenza Chávez
- 2001: Navidad sin fin jako Reina

### filmy
- 1953: Piel canela
- 1960: Statek potworów jako Gamma
- 1962: Cazadores de asesinos
- 1978: El Patrullero 777